# Тюребаев, Вил Наджиметдинович
Вил Наджиметдинович Тюребаев (20 декабря 1932, Узген, Ошская область, Киргизская АССР), РСФСР) — советский государственный деятель, министр связи Киргизской ССР (1975—1991). Лауреат Государственной премии СССР.

## Биография
В 1956 г. окончил Московский электротехнический институт связи и начал трудовую деятельность в органах связи Киргизской ССР.
В 1967—1975 гг. — первый заместитель, 1975—1991 гг. — министр связи Киргизской ССР. В этот период были введены в эксплуатацию приемные устройства спутниковых телесистем «Москва», «Орбита», «Экран», расширившие доступность телевещания на всю республику. Во Фрунзе, Оше и Караколе были открыт современные дома связи с установкой квазиэлектронных междугородных телефонных станций «Кварц», АМТС-3М, что позволило предоставить автоматическую связь  жителям более чем 200 населенных пунктов в Киргизской ССР и за ее пределами.
Избирался депутатом Верховного Совета Киргизской ССР 9-11-го созывов.
В дальнейшем занимал должность президента ассоциации «Информсвязь».

## Награды и звания
Награжден орденами Октябрьской Революции, Трудового Красного Знамени, медалями «За трудовую доблесть», «За доблестный труд».
Лауреат Государственной премии СССР (1984). Заслуженный работник связи Кыргызской Республики (1992).